# Stictotarsus spectabilis
Stictotarsus spectabilis är en skalbaggsart som först beskrevs av Elwood C. Zimmerman 1982.  Stictotarsus spectabilis ingår i släktet Stictotarsus och familjen dykare. Inga underarter finns listade i Catalogue of Life.